# کوه وائا
کوه وائا (به لاتین: Mount Vaea) یک منطقهٔ مسکونی در ساموآ است که در اوپولو واقع شده‌است. کوه وائا ۴۷۲ متر بالاتر از سطح دریا واقع شده‌است.